# Astragalus gobicus
Astragalus gobicus är en ärtväxtart som beskrevs av Peter Hanelt och Davazamc. Astragalus gobicus ingår i släktet vedlar, och familjen ärtväxter. Inga underarter finns listade i Catalogue of Life.